# پودلسنویه (شهرستان استرلیتاماکسکی، باشقیرستان)
پودلسنویه (انگلیسی: Podlesnoye, Sterlitamaksky District, Republic of Bashkortostan) یک شهرک در شهرستان استرلیتاماکسکی استان باشقیرستان کشور روسیه است.